# Neocolobopterus maculicollis
Neocolobopterus maculicollis är en skalbaggsart som beskrevs av Reiche 1847. Neocolobopterus maculicollis ingår i släktet Neocolobopterus och familjen Aphodiidae. Utöver nominatformen finns också underarten N. m. kenyensis.